# Živko Radišić

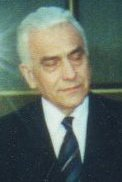
Živko Radišić

Živko Radišić (* 15. August 1937 in Prijedor; † 5. September 2021 in Banja Luka) war ein bosnischer Politiker serbischer Volkszugehörigkeit.

## Leben
Radišić schloss im Jahr 1964 ein Studium der Politikwissenschaften an der Universität Sarajevo ab. Von 1977 bis 1982 war er Bürgermeister von Banja Luka. Von 1982 bis 1985 übte er das Amt des Verteidigungsministers der sozialistischen Republik Bosnien und Herzegowina aus.
1998 wurde Radišić zum serbischen Mitglied des Staatspräsidiums von Bosnien und Herzegowina gewählt; dieses Amt übte er von 1998 bis 1999 sowie von 2000 bis 2001 aus. Am 28. Oktober 2002 wurde Radišić durch Mirko Šarović abgelöst.
Am 5. September 2021 starb Radišić im Alter von 84 Jahren in einem Krankenhaus in Banja Luka.